# Biberbach (Main)
Der Biberbach ist ein gut dreizehn Kilometer langer rechter und nördlicher Zufluss des Mains in Oberfranken. Er ist für das 9. Jahrhundert als Biberbach ersterwähnt.

## Geographie

### Verlauf
Der Biberbach entspringt wenig nordöstlich des Dorfes Bieberbach des Gemeinde Sonnefeld einer Kleinteichgruppe auf ca. 347 m ü. NHN. Nachdem er den Ostzipfel von Bieberbach durchquert hat, gräbt er sich in waldreicher Umgebung ein stark eingetieftes Tal. Darin beginnt ein stark nach Osten ausholender Laufbogen, auf dessen erster Hälfte er Sonnefeld selbst durchzieht. An der Gemeindegrenze zu Weidhausen bei Coburg wird er von der B 303 gequert. Auf dem anschließenden Teil des Gewässerbogens zurück nach Südwesten durchquert er das Pfarrdorf Weidhausen, das größtenteils linksseits liegt. Unterhalb dieses Ortes beginnt eine wieder waldreiche Strecke in einem engen Mäandertal, das er südwärts verlässt, um dann bald eng am langen Neuensee linksseits vorbeizufließen, um den herum die Siedlungsteile des Kirchdorfes Neuensee der Gemeinde Michelau in Oberfranken stehen. Nach dem Seeausfluss in zunächst zwei Ästen durchläuft er in baumgaleriebegleiteten Laufmäandern eine landwirtschaftliche Fläche und kommt bald dem Ostrand von Michelau selbst nahe, von dem ihn fast nur der Hochwasserdamm im rechten Maintal trennt. Zuallerletzt wendet er sich in einem kleinen Auenwald für seine letzten weniger als 200 Meter nach Westen und mündet auf 265 m ü. NHN in den Mühlbach, eine östliche rechte Ausleitung des Mains, die gleich unterhalb von Michelau in diesen zurückfließt. 
Der Biberbach mündet nach 13,3 km langem Lauf mit mittlerem Sohlgefälle von 6,2 ‰ etwa 82 Höhenmeter unterhalb seines Ursprungs.

### Zuflüsse und Seen
Von der Quelle zur Mündung. Auswahl. Längen nach Eigenmessung auf dem BayernAtlas.
- Maschenbach, von rechts und Nordwesten auf etwa 328 m ü. NHN neben der Kreisstraße CO 11, ca. 1,0 km. Entfließt beim Wohnplatz Maschenbach einem Teich, danach auf langen Strecken nicht mehr lokalisierbar.
- Eschenbach[5], von links und Osten auf ca. 327 m ü. NHN kurz nach dem vorigen, ca. 1,3 km. Am Mittellauf kurz aussetzendes Bachbett.
- Kohlgraben, von links und Nordosten auf ca. 314 m ü. NHN nahe dem Sportplatz am Nordwestrand von Sonnefeld in den linken Teilungslauf, 2,0 km. Im Ortsbereich verdolt.
- Herrenkellerbach, von links und Nordosten auf ca. 312 m ü. NHN in den linken Teilungslauf. Im Ortsbereich verdolt.
- Dorfberggraben, von links und Ostnordosten auf ca. 311 m ü. NHN nahe dem Kindergarten in den linken Teilungslauf. Im Ortsbereich und an der Mündung verdolt.
- Ammersbach, von links und Osten auf etwa 305 m ü. NHN an der Kläranlage unterhalb von Sonnefeld, 1,3 km.
- Rohrbach, von rechts und Westen auf ca. 301 m ü. NHN vor Weidhausen bei Coburg, 2,0 km.
- Krötenbach[6], von links auf ca. 301 m ü. NHN in Weidhausen, ca. 1,8 km
- Graitlitzbach, von links und Osten auf ca. 300 m ü. NHN in Weidhausen neben der Bachbrücke der Hauptstraße/Neuensorger Straße, ca. 2,3 km
- Passiert an dessen östlichem Ufer den langgestreckten Neuenseer Weiher auf 274 m ü. NHN bei Michelau-Neuensee, ca. 20,2 ha
- Sulzenbach, von links und Nordosten auf etwa 273 m ü. NHN gegenüber dem mittleren Teil des Neuensees im Bereich einiger Seitentalteiche, 2,3 km

### Orte
Orte am Lauf mit ihren Zugehörigkeiten. Nur die Namen tiefster Schachtelungsstufe bezeichnen Siedlungsanrainer.
Landkreis Coburg
- Gemeinde Sonnefeld
  - Bieberbach (Dorf, vorwiegend rechts)
  - Sonnefeld (Industrieort, vorwiegend links)
- Gemeinde Weidhausen bei Coburg
  - Weidhausen (Pfarrdorf, weit überwiegend links)

Landkreis Lichtenfels
- Gemeinde Michelau in Oberfranken
  - Neuensee (Kirchdorf)
  - Michelau (Pfarrdorf, rechts)

## Geologie
Der Biberbach entspringt auf einer Schwarzjura-Schichtinsel nördlich von Sonnefeld, durchläuft im Ortsbereich von Sonnefeld den unterlagernden Feuerletten (Trossingen-Formation) und danach auf dem längsten Teil seines Laufes die noch tieferen Sandsteinschichten des Mittelkeupers. Zuletzt mündet er bei Michelau im Bereich einer im Pleistozän am Rand des Maintales abgelagerten Schichtinsel von Terrassensedimenten.